# Phosphate de fer(II)
Le phosphate de fer(II), ou phosphate ferreux, est un composé chimique du phosphore, de l'oxygène et du fer, de formule Fe3(PO4)2. C'est le sel ferreux (c.-à-d., de fer(II)) de l'acide phosphorique.
Le phosphate de fer(II) est présent dans la nature sous la forme des minéraux, la rare et souvent colorée graftonite (en) de dureté 5 mais connue avec la variante Mn-graftonite dans lequel le fer est partiellement remplacé par du manganèse et du calcium, le sarcopside (it) et la ludlamite (en), dans lesquels le fer est partiellement remplacé par du manganèse et du magnésium,.
Il existe aussi le phosphate de fer(II) octohydraté Fe3(PO4)2·8 H2O, obtenu par voie humide et représenté dans la nature par le minéral vivianite, de dureté entre 1 et 2, beaucoup plus commune ou fréquente.

## Présentations
Le corps anhydre apparaît sous la forme d'une poudre solide incolore, parfois blanc grisâtre, faiblement bleu gris, vert bleu ou gris vert après une légère altération, quasiment insoluble dans l'eau mais soluble dans les acides forts. La poudre placée dans un courant d'air brunit rapidement.
Ce cristal Fe3(PO4)2, non dépourvu de réactivité chimique, est conducteur d'électricité. Il est d'ailleurs présent dans les batteries, dites au phosphate de fer et de lithium LiFePO4), pour sa capacité de stockage d'énergie ou de libération des ions électrolytes, en toute sécurité, lors d'un grand nombre de cyclages ou charges/décharges. Il est aussi employé comme catalyseur de réactions chimiques.
Il constitue un efficace revêtement protecteur anti-corrosion, voire un pigment avec le composé rédox associé, ou corps oxydé voisin, le phosphate de fer(III), sur les métaux ferreux. Le traitement de surface à chaud par l'acide phosphorique concentré est un procédé classique de phosphatation :  
3 Fe surface + 2 H3PO4  → Fe3(PO4)2 couche solide couvrante + 3 H2 gaz
Il joue un rôle protecteur similaire sur les alliages d'aluminium ou de zinc. 

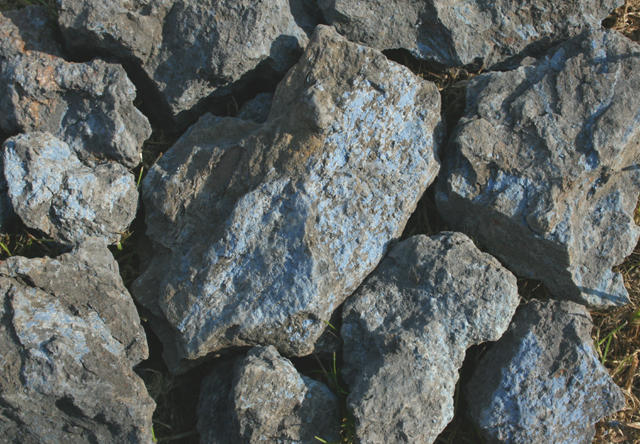
Morceaux d'argile albienne ou argile du Gault laissant des taches bleues vives de vivianite une fois exposés à l'air, Déblai après curage de drains de grands champs près d'Hilgay, Norfolk, 2007

L'octohydrate Fe3(PO4)2•8(H2O), corps chimique pratiquement insoluble dans l'eau ou l'éthanol, se forme dans les canalisations, notamment les réseaux d'eaux usées ou les égouts, en absence d'air et en présence d'ions ferreux ou de matériaux ferreux. La vivianite, qui apparaît, après exposition à l'air humide, des phosphates ferreux préservés en milieu anoxie sous les couches de tourbes des milieux humides terrestres ou dans les argiles du Gault, d'origine marine, était considérée comme un engrais phosphoré, avant d'être reconnu comme un apport en fer assimilable pour les sols calcaires en déficit. 
En agrochimie, ces corps chimiques représentent une source de fer assimilable pour les plantes, pour lutter contre les diverses chloroses.

### Fabrication chimique
Le phosphate ferreux anhydre et incolore peut être obtenu directement en faisant réagir du nitrate de fer(III) anhydre avec du dihydrogénophosphate d'ammonium anhydre. Le composé intermédiaire brun chauffé libère le corps qu'il faut préserver de l'air et de l'humidité.  
Le phosphate de fer ferreux peut être précipité en solution aqueuse, après mélange d'un sel de fer et d'un phosphate alcalin de préférence en milieu acide. Le principe de cette réaction de précipitation est le suivant : 
3 Fe2+ aqueux + 2 PO43- aqueux → Fe3(PO4)2 précipité solide
Il est possible de le préparer par mélange de solutions aqueuses, d'un côté, de sulfate de fer et de l'autre, d'hydrogénophosphate disodique et d'acétate de sodium. 
3 FeSO4  + 2 Na2HPO4 + 2 NaC2H3O2 →  Fe3(PO4)2 précipité + 3 Na2SO4 + 2 C2H4O2
ou encore :
3 FeSO4  + 2 Na3PO4 2N en milieu acide →  Fe3(PO4)2 précipité + 3 Na2SO4aq
Le phosphate de sodium ordinaire était obtenu en deux opérations, à partir de l'acide phosphorique des os : 
- i) d'abord par le traitement de cendres d'os par l'acide sulfurique ou oléum.
- ii) ensuite par la reprise du phosphate acide de chaux obtenu par la soude Solvay ou carbonate de sodium.

Signalons que la vivianite apparaît parfois associée en milieu naturel à des gisements détritiques de la vie animale d'antan, notamment à base de restes osseux.
La réaction du sulfate ferreux avec l'acide phosphorique convient aussi, avec un tampon en milieu basique en milieu aqueux :
3 FeSO4  + 2 H3PO4  →  3 Fe3(PO4)2 précipité solide, à laver et filtrer + 3 H2SO4
Si l'acide phosphorique dissout très facilement le composé ferreux, un autre composé dihydrogénophosphate de fer(II) dihydraté Fe(H2(PO4)2)• 2 H2O se forme, apparaît avec ses longues aiguilles incolores. Le phosphate de fer(II) octohydraté, fraichement précipité, dévoile une légère couleur gris bleu, qui prend une teinte foncée, bleu indigo, après une brève exposition à l'air. Les vivianites partiellement oxydées en surface présentent de telles colorations bleues. 

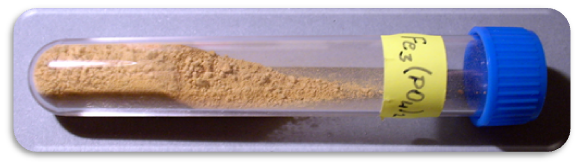
Vieille poudre de phosphate ferreux amorphe après lente oxydation, 2007

L'oxydation poussée détruit par ailleurs la structure cristalline du composé, laissant une poudre amorphe, sans aucune structure cristalline observable au rayon X, d'abord jaune olive, puis brun jaunâtre clair.

## Propriétés de conservation, toxicologie
Il faut conserver la poudre cristalline anhydre à l'abri de l'air et de la lumière (solaire), de préférence dans un endroit frais et sec, à température ambiante. Le récipient doit être hermétique. En cas de de déversement maladroit, il faut nettoyer le produit en évitant la dispersion des poussières.
La toxicité des phosphates de fer(II) n'est pas négligeable, mais reste faible dans les cas des mammifères. Un peu plus soluble que le phosphate ferrique, malgré une moindre acidité ou un faible pouvoir oxydant, il est en conséquence davantage toxique, par ingestion, par effet sur le système respiratoire ou irritant par contact oculaire ou cutané.

## Utilisation agrochimique et agricole, élevage et remédiation des sols
En jardinage, son épandage permet de réduire l'emprise des mousses. Il s'agit d'un corps chimique molluscides, pour éliminer limaces ou escargots en excès, en agriculture conventionnelle, à l'instar du phosphate ferrique plus efficace. Même s'il peut jouer à long terme un rôle d'engrais, par libération du phosphate, et consécutivement un apport de fer assimilable, pour les plantes, il n'est pas admis en agriculture biologique, qui craint sa toxicité à long terme et redoute une baisse de la fertilité des sols, qui sont en outre soumis à un ruissellement conséquent, en cas d'utilisation non raisonnée (cumulée ou trop massive).
Il est utilisé en faible dose prescrite pour complémenter en fer l'alimentation animale. Comme l'avait expérimenté le docteur Claude Lucien Sandras dans les années 1860, le phosphate ferreux est une source de fer pour l'organisme.
Son épandage circonscrit et répertorié, sur des anciens sols industriels fortement contaminés par des métaux lourds, contribuerait à fixer ou immobiliser ces derniers métaux toxiques dans ces sols, favorisant ultérieurement leur nettoyage programmé.

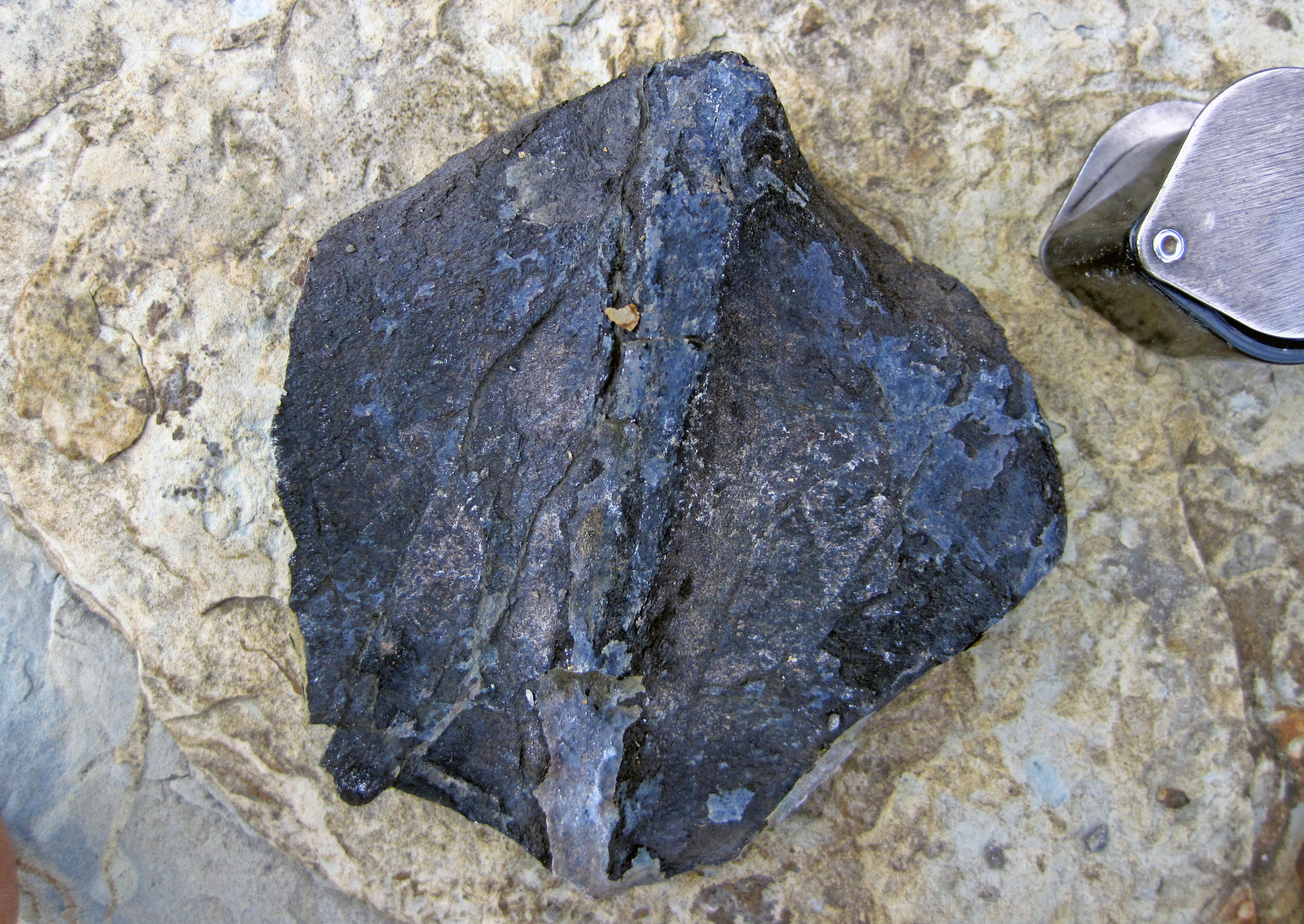
Fragment d'os de placoderme, en partie coloré en bleu sombre par la vivianite ou phosphate ferreux octohydraté, trouvé sur une tranchée de shale opérée sur la route 90, dans le schiste basal de Chattanooga du Dévonien supérieur, à l'ouest de Burkesville, comté de Cumberland (Kentucky), 2018